# Уранати
Уранати (рос. уранаты, англ. uranates, нім. Uranate n pl) – рідкісні мінерали, солі уранових кислот MeU6+O4, MeU26+O7, де Ме – Na, K, Ca, Ba, Cu, Pb, Bi, кислоти H2UO4. 

## Загальний опис
В мінералогії розглядаються як складні оксиди. Кристалізуються в низьких сингоніях. Габітус голчастий, пірамідальний, пластинчастий. Спайність досконала по одній площині. Густина в межах 5-7. Тв. середня. Кристали жовтого та коричневого кольору, мідьвмісні уранати – темно-зеленого і чорного кольору. Аґреґати дрібнозернисті, суцільні. Проміжні продукти при очищенні урану. Реаґують з кислотами, Н2О2, розчинами карбонатів лужних металів та амонію, погано розчинні у воді. ГДК 0,015 мг/л. Утворюються в зонах окиснення пегматитових і гідротермальних родовищ при гідратації уранініту. Асоціюють з силікатами урану — уранофаном, содіїтом та інш.